# آنتیموان
آنتیموان (اِثمِد) (به انگلیسی: Antimony) از عنصرهای شیمیایی جدول تناوبی است. نماد شیمیایی آن Sb و عدد اتمی آن ۵۱ است.این عنصر در متن‌های کهن فارسی به نام روی سخته یا روی سخته‌ی مصری نامیده شده‌است. نام آنتیموان از واژه یونانی "anti-monos" گرفته شده‌است که معنای "غیر تنهاً می‌دهد چرا که در گذشته شخصی به اسم باسط مصری ان را کشف و به عشقش که او را دوست داشت هدیه داد البته تصور بر این بود که این عنصر به صورت خالص وجود ندارد.
آنتیموان نیز همچون آلوتروپ، شبه فلزش دارای جلای فلزی سفید مایل به آبی و بسیار شکننده است. همچنین ساختار بلورین دارد و بلافاصله پوسته پوسته می‌شود.
آنتیموان خالص و ترکیباتش بسیار سمی است؛ پس باید در کار با آن‌ها احتیاط لازم را به کار بست. منبع اصلی آنتیموان کانی به نام استیبنیت است که سولفیدی از آن عنصر است. همچنین در کانی‌های دیگر از جمله آلمینیت و گهگاهی به صورت خالص یافت می‌شود گر چه تا قرن هفدهم کسی نتوانسته بود آن را به شکل خالص از کانی جدا کند.
آنتیموان در دمای اتاق با هوا واکنش نمی‌دهد اما روی شعله بلافاصله با نور درخشانی می‌سوزد و مقادیر فراوانی گازهای سفید تولید می‌کند.
آنتیموان رسانایی ضعیف برای گرما و الکتریسیته است و به همین دلیل جز سازنه مناسبی در مواد نیمه رسانای میکروالکترونیکهاست.
از نظر طبی، پودر حاصل از آنتیموان (سرمه) با استفاده از میله ای (میل سرمه دان) بر روی چشم زده می‌شود، که برای چشم بسیار مفید و عالی است.

## مشخصات

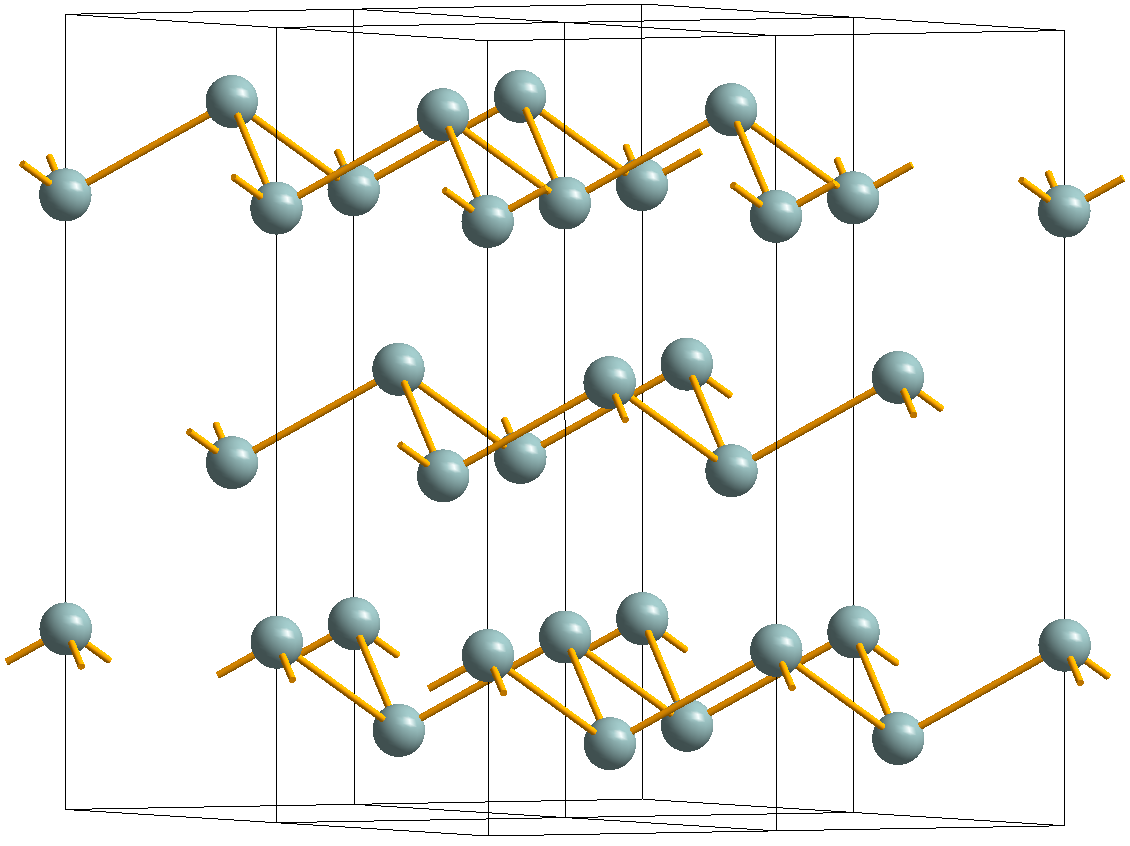
4 سلول واحد از ساختار کریستالی مشترک با آرسنیک، آنتیموان و استیبارسن (AsSb). (گروه فضایی R3m شماره 166). doi:10.1143/JPSJ.56.3417

### خواص
آنتیموان عضوی از گروه ۱۵ جدول تناوبی است، یکی از عناصری که شبه فلز است و دارای الکترونگاتیوی ۲٫۰۵ است. آنتیموان در دمای اتاق در هوا پایدار است، اما در صورت گرم شدن با اکسیژن واکنش می‌دهد و تری‌اکسید آنتیموان، {\displaystyle {\ce {sb2o3}}} تولید می‌کند.
آنتیموان یک فلز خاکستری نقره ای و براق با سختی موس ۳ است که برای ساخت اجسام سخت خیلی نرم است. سکه‌های آنتیموان در استان گوئیژو چین در سال ۱۹۳۱ صادر شد اما دوام آن ضعیف بود و ضرب آن به زودی متوقف شد. آنتیموان در برابر حمله اسیدها مقاوم است.
چهار آلوتروپ آنتیموان شناخته شده‌است: یک شکل فلزی پایدار و سه فرم قابل جبران (انفجاری، سیاه و زرد). آنتیموان عنصری یک فلز براق شکننده و سفید نقره ای است. آنتیموان مذاب هنگامی که به آرامی خنک می‌شود، در یک سلول مثلثی متشکل می‌شود، هم شکل با آلبوم خاکستری آرسنیک. یک شکل انفجاری نادر از آنتیموان می‌تواند از الکترولیز تری کلرید آنتیموان تشکیل شود. هنگامی که با استفاده از یک تیز خراشیده می‌شود، یک واکنش گرمازایی رخ می‌دهد و بخارهای سفید به صورت فرم‌های آنتیموان فلزی داده می‌شوند. هنگامی که با یک گلدان در هاون مالیده می‌شود، یک انفجار شدید اتفاق می‌افتد. آنتیموان سیاه با خنک شدن سریع بخار آنتیموان تشکیل می‌شود. ساختار بلوری آن همانند فسفر قرمز و آرسنیک سیاه است. در هوا اکسید می‌شود و ممکن است خود به خود شعله‌ور شود. در دمای ۱۰۰ درجه سانتیگراد، به تدریج به شکل پایدار تبدیل می‌شود. آلوتروپ زرد آنتیموان بی‌ثبات‌ترین است. این تنها با اکسیداسیون استیبین ({\displaystyle {\ce {sb2s3}}}) در دمای ۹۰ درجه سانتی گراد تولید شده‌است. بالاتر از این دما و در نور محیط، این آلوتروپ متاستاز به آلوتروپ سیاه پایدارتر تبدیل می‌شود.

### ایزوتوپ‌ها
آنتیموان دارای دو ایزوتوپ پایدار است: 121Sb با فراوانی طبیعی ۵۷٫۳۶٪ و 123Sb با فراوانی طبیعی ۴۲٫۶۴٪. همچنین دارای ۳۵ رادیوایزوتوپ است که طولانی‌ترین عمر آن 125Sb با نیمه عمر ۲٫۷۵ سال است. علاوه بر این، ۲۹ حالت قابل تبدیل شدن مشخص شده‌است. پایدارترین آنها 120m1Sb با نیمه عمر ۵٫۷۶ روز است. ایزوتوپ‌هایی که سبک‌تر از 123Sb پایدار هستند، با پوسیدگی β + متلاشی می‌شوند و آنهایی که سنگین تر هستند، با برخی استثناها، با پوسیدگی β− متلاشی می‌شوند.

### رخداد
فراوانی آنتیموان در پوسته زمین ۰٫۲ تا ۰٫۵ قسمت در میلیون تخمین زده می‌شود، قابل مقایسه با تالیم ۰٫۵ قسمت در میلیون و نقره در 0.07 ppm. حتی اگر این عنصر فراوان نباشد، در بیش از ۱۰۰ گونه معدنی یافت می‌شود. آنتیموان گاهی خالص یافت می‌شود، اما بیشتر در سولفید استیبنیت {\displaystyle {\ce {sb2o3}}} یافت می‌شود که ماده معدنی غالب است.

## کاربرد
حدود ۶۰٪ آنتیموان در بازدارنده‌های شعله مصرف می‌شود و ۲۰٪ در آلیاژهای باتری، یاتاقان‌های ساده و لحیم‌ها استفاده می‌شود.

### بازدارنده‌های شعله
آنتیموان عمدتاً به عنوان تری‌اکسید برای ترکیبات ضد شعله استفاده می‌شود، همیشه در ترکیب با بازدارنده‌های شعله هالوژنه به جز در پلیمرهای حاوی هالوژن. اثر بازدارندهٔ شعله تری‌اکسید آنتیموان در اثر تشکیل ترکیبات آنتیموان هالوژنه، که با اتم‌های هیدروژن و احتمالاً با اتم‌های اکسیژن و رادیکال‌های OH واکنش نشان می‌دهند، باعث مهار آتش می‌شود.بازارهای این بازدارنده‌های شعله شامل لباس کودکان، اسباب بازی‌ها، هواپیماها و روکش صندلی‌های اتومبیل است. همچنین برای مواردی مانند روکش موتور هواپیمای سبک به رزین‌های پلی استر در کامپوزیت‌های فایبرگلاس اضافه می‌شوند. این رزین در حضور شعله ای از خارج می‌سوزد، اما با برداشته شدن شعله خارجی خاموش می‌شود.

### آلیاژها
آنتیموان آلیاژی بسیار مفیدی با سرب تشکیل می‌دهد و سختی و مقاومت مکانیکی آن را افزایش می‌دهد. برای بیشتر برنامه‌های کاربردی شامل سرب، مقادیر مختلف آنتیموان به عنوان فلز آلیاژ استفاده می‌شود. در باتری‌های اسید سرب، این افزودنی باعث بهبود مقاومت صفحات و ویژگی‌های شارژ می‌شود. برای قایق‌های بادبانی، از پیچ‌های سربی به عنوان وزنه مقابل استفاده می‌شود، از ۶۰۰ پوند تا بیش از ۸۰۰۰ پوند. برای بهبود سختی و مقاومت کششی پیچ سرب ، آنتیموان با سرب بین ۲ تا ۵ درصد حجمی مخلوط می‌شود. از آنتیموان در آلیاژهای ضد اصطکاک (مانند فلز بابیت)، در گلوله‌ها و گلوله‌های سربی، غلاف کابل‌های برقی، نوع فلز (به عنوان مثال برای ماشین‌های چاپ لینوتیپ)، لحیم کاری (برخی از لحیم‌های "بدون سرب") استفاده می‌شود حاوی 5% Sb) ، [۶۴] در پیوتر، و در آلیاژهای سخت‌کننده با مقدار قلع کم در ساخت لوله‌های اندام.

### کاربردهای دیگر
یک کاربرد به عنوان یک تثبیت کننده و کاتالیزور برای تولید پلی اتیلن ترفتالات است. مورد دیگر به عنوان یک ماده ریز کننده برای از بین بردن حباب‌های میکروسکوپی در شیشه، بیشتر برای صفحه‌های تلویزیون است؛ یون‌های آنتیموان با اکسیژن در تعامل هستند و تمایل این دو را برای ایجاد حباب سرکوب می‌کنند. سومین کاربرد رنگدانه‌ها است.
از آنتیموان به‌طور فزاینده ای در نیمه هادی‌ها به عنوان ماده مخدر در ویفرهای سیلیکونی نوع n [68] برای دیودها، ردیاب‌های مادون قرمز و دستگاه‌های اثر هال استفاده می‌شود. در دهه ۱۹۵۰، ساطع کننده‌ها و جمع‌کننده‌های ترانزیستورهای اتصال آلیاژ n-p-n با دانه‌های ریز آلیاژ سرب-آنتیموان دوپ شدند. آنتیمونید ایندیوم به عنوان ماده ای برای ردیاب‌های مادون قرمز استفاده می‌شود.
زیست‌شناسی و پزشکی کاربردهای کمی برای آنتیموان دارند. از ترکیبات آنتیموان به عنوان داروهای ضد پروتوزوآ استفاده می‌شود. آنتی مونیل تارتارات پتاسیم یا تریک تارتار، از سال ۱۹۱۹ به بعد به عنوان داروی ضد شیستوزومی مورد استفاده قرار گرفت. پس از آن با praziquantel جایگزین شد. آنتیموان و ترکیبات آن در چندین داروی دامپزشکی مانند آنتیومالین و تیومالات آنتیموان لیتیم به عنوان نرم‌کننده پوست در نشخوارکنندگان استفاده می‌شود. آنتیموان اثر مغذی یا تغذیه کننده ای بر روی بافتهای کراتینه شده در حیوانات دارد.
داروهای مبتنی بر آنتیموان، مانند مگلومین آنتیمونیات، نیز داروهای انتخابی برای درمان بیماری سالک در حیوانات اهلی محسوب می‌شوند. علاوه بر دارا بودن شاخص‌های درمانی پایین، داروها حداقل مغز استخوان را در خود جای می‌دهند، جایی که برخی از آمیستگوتهای لیشمانیا در آن ساکن هستند و بهبود بیماری - به ویژه فرم احشایی - بسیار دشوار است.آنتیموان عنصری به عنوان قرص آنتیموان یک بار به عنوان دارو استفاده می‌شد. دیگران می‌توانند پس از بلع و از بین بردن مجدداً از آن استفاده کنند.
آنتیموان (III) سولفید در سر بعضی از مسابقات ایمنی استفاده می‌شود. سولفیدهای آنتیموان به ثبات ضریب اصطکاک در مواد لنت ترمز خودرو کمک می‌کنند. از آنتیموان در گلوله‌ها، ردیاب‌های گلوله، رنگ، هنر شیشه و به عنوان مات کننده در مینا استفاده می‌شود. آنتیموان -۱۲۴ همراه با بریلیم در منابع نوترونی استفاده می‌شود. اشعه گاما که توسط آنتیموان -۱۲۴ ساطع می‌شود، تجزیه نوری بریلیوم را آغاز می‌کند. نوترونهای ساطع شده دارای انرژی متوسط ۲۴ کیلو ولت هستند. از آنتیموان طبیعی در منابع نوترونی راه اندازی استفاده می‌شود.
از نظر تاریخی، پودر حاصل از آنتیموان خرد شده (سرمه) با استفاده از میله فلزی و چاشنی بر روی چشم زده می‌شود، که قدیمی‌ها تصور می‌کردند در بهبود عفونت چشم کمک می‌کند. این عمل هنوز در یمن و سایر کشورهای مسلمان دیده می‌شود

## فراوانی
در جدول زیر اطلاعات ۵ کشور اول تولیدکننده این عنصر در سال ۲۰۱۰ میلادی عنوان شده‌است.
| کشور        | تن      | % درصد کل |
| ----------- | ------- | --------- |
| چین         | ۱۰۰٬۰۰۰ | ۷۶٫۹      |
| روسیه       | ۹٬۰۰۰   | ۶٬۹       |
| تاجیکستان   | ۸٬۰۰۰   | ۶٬۲       |
| بولیوی      | ۴٬۰۰۰   | ۳٬۱       |
| تولید جهانی | ۱۳۰٬۰۰۰ | ۱۰۰٫۰     |